# Aime-la-Plagne
Aime-la-Plagne è un comune francese del dipartimento della Savoia della regione dell'Alvernia-Rodano-Alpi.
È stato creato il 1º gennaio 2016 dalla fusione dei preesistenti comuni di Aime, Granier e Montgirod.
Il capoluogo è la località di Aime.